# فرودگاه آبی فین‌لی بی
فرودگاه آبی فین‌لی بی (به انگلیسی: Finlay Bay Water Aerodrome) یک فرودگاه همگانی است که یک باند فرود آب دارد. این فرودگاه در کشور کانادا قرار دارد و در ارتفاع ۶۷۲ متری از سطح دریا واقع شده است.